# Oospira goniostoma
Oospira goniostoma is een slakkensoort uit de familie van de Clausiliidae. De wetenschappelijke naam van de soort is voor het eerst geldig gepubliceerd in 2016 door Nordsieck als Oospira (Formosana) goniostoma.